# Borsa Istanbul
La Borsa İstanbul (BIST) è l'unica borsa valori della Turchia.
Costituita nella sua forma attuale nel 2013, è frutto dell'accorpamento della precedente Borsa di Istanbul (in turco: İstanbul Menkul Kıymetler Borsası, IMKB), della Borsa dell'oro di Istanbul (in turco: İstanbul Altın Borsası, İAB) e del Mercato dei futures e delle opzioni (in turco: Vadeli İşlem ve Opsiyon Piyasası, VOB).
Il Governo turco ne è il maggiore azionista, detenendo una partecipazione del 49%.
Il principale indice azionario è il BIST 100, che comprende le cento società turche a maggiore capitalizzazione.